# Ed Budde
Edward Leon Budde (Highland Park, 2 novembre 1940 – 19 dicembre 2023) è stato un giocatore di football americano statunitense che ha militato nel ruolo di offensive guard nella American Football League (AFL) e nella National Football League (NFL).

## Carriera
Budde fu scelto dai Kansas City Chiefs nel corso del primo giro (8º assoluto) del Draft AFL 1963. Fu anche scelto dai Philadelphia Eagles come quarto assoluto nel Draft NFL 1963 ma optò per firmare con i Chiefs dove disputò 14 stagioni come guardia sinistra, più di qualsiasi altro giocatore di Kansas City eccetto il punter Jerrel Wilson, per un anno. Dal 1963 al 1971 non saltò una sola partita come titolare. I suoi blocchi esplosivi spesso aprivano la strada ai running back tenevano i difensori lontani dal quarterback dei Chiefs Len Dawson. Cuore della linea offensiva assieme all'offensive tackle sinistro Jim Tyrer, la sua presenza contribuì a far vincere ai Chiefs due titoli dell'American Football League (1966 e 1969) e il Super Bowl IV battendo i Minnesota Vikings della NFL per 23-7, con Budde che si oppose al defensive tackle, Hall of Famer, Alan Page.
Budde fu convocato per l'All-Star Game nel 1963 e dal 1966 al 1969. Fu selezionato da Sporting News nella formazione ideale della lega nel 1969. Fu anche il primo offensive lineman ad essere premiato dall'Associated Press come giocatore offensivo della settimana.

## Palmarès

### Franchigia
Super Bowl : 1
Kansas City Chiefs: IV
- Campionati AFL : 2

Kansas City Chiefs: 1966, 1969

### Individuale
- AFL All-Star: 5

1963, 1966–1969
- Convocazioni al Pro Bowl: 2

1970, 1971
- First-team All-AFL: 2

1966, 1969
- Second-team All-AFL: 2

1967, 1968
- Kansas City Chiefs Hall of Fame
- Formazione ideale di tutti i tempi della AFL

## Famiglia
Budde era il padre di Brad, scelto nel primo giro del Draft NFL 1980 dagli stessi Chiefs. I due sono l'unica coppia di padre e figlio ad essere stati scelti nel primo giro dalla stessa squadra e nello stesso ruolo.